# Ван Хойдонк, Эдвиг
Эдвиг ван Хойдонк (нидерл. Edwig Van Hooydonck; род. 4 августа 1966, район Экерен города Антверпен,  Бельгия) — бельгийский профессиональный шоссейный велогонщик в 1986 — 1993 годах. Двукратный победитель весенней классической однодневной велогонки Тур Фландрии (1989, 1991). 

## Достижения
1984
1-й  Чемпион Бельгии — Групповая гонка (юниоры)
1985
9-й Тур Фландрии U23
1986
1-й Тур Фландрии U23
1-й — Этап 5 Тур Валлонии
2-й Париж — Труа
2-й Internatie Reningelst
3-й Flèche ardennaise
1987
1-й Брабантсе Пейл
2-й Гран-при Эдди Меркса
3-й Ле-Самен
5-й Тур Нидерландов — Генеральная классификация
1-й — Этап 5 (КГ)
5-й Три дня Де-Панне — Генеральная классификация
5-й Париж — Рубе
5-й Чемпионат Цюриха
9-й Трофео Баракки
10-й Гран-при Наций
1988
1-й Вуэльта Андалусии — Генеральная классификация
1-й — Пролог
1-й De Drie Zustersteden
1-й Гран-при Эдди Меркса
1-й Гран-при де ла Либерасьон (КГ)
3-й Тур Швеции — Генеральная классификация
5-й Тур Средиземноморья — Генеральная классификация
1-й — Этап 3
4-й Брабантсе Пейл
5-й Тиррено — Адриатико — Генеральная классификация
8-й Гран-при Наций
8-й Трофео Баракки
9-й Вуэльта Бургоса — Генеральная классификация
10-й Эшборн — Франкфурт
1989
1-й Гран-при Денена
1-й Кюрне — Брюссель — Кюрне
1-й Тур Фландрии
2-й Гран-при Эдди Меркса
3-й Париж — Рубе
4-й Дрёйвенкурс Оверейсе
5-й Эшборн — Франкфурт
6-й Мировой шоссейный кубок UCI
7-й Брабантсе Пейл
8-й Трофео Баракки
8-й Три дня Де-Панне — Генеральная классификация
1990
1-й Дварс дор Фландерен
2-й Чемпионат Бельгии — Групповая гонка
2-й Омлоп Хет Ниувсблад
3-й Париж — Рубе
3-й Гран-при де ла Либерасьон (КГ)
4-й Дрёйвенкурс Оверейсе
7-й Брабантсе Пейл
1991
1-й Брабантсе Пейл
1-й Гран-при де ла Либерасьон (КГ)
1-й Гран-при Марсельезы
1-й Тур Фландрии
1-й Схал Селс
2-й Тур Фламандских Арденн
3-й Гран-при Эдди Меркса
3-й Омлоп Хет Ниувсблад
4-й Мировой шоссейный кубок UCI
5-й Чемпионат Цюриха
9-й Льеж — Бастонь — Льеж
9-й Гран-при де Америк
9-й Тур Пикардии — Генеральная классификация
1992
1-й Гран-при Марсельезы
1-й Гран-при Денена
1-й — Этап 6 Вуэльта Испании
1-й — Этап 4 Этуаль де Бессеж
2-й Тур Фламандских Арденн
3-й Тур Фландрии
4-й Тур Ирландии — Генеральная классификация
1-й — Этап 3
4-й Брабантсе Пейл
7-й Гран-при Валлонии
10-й Льеж — Бастонь — Льеж
10-й Париж — Тур
1993
1-й Брабантсе Пейл
1-й — Этап 3b Тур Люксембурга
1-й — Этап 2 Тур Романдии
1-й Stadsprijs Geraardsbergen
2-й Вуэльта Андалусии — Генеральная классификация
3-й Три дня Де-Панне — Генеральная классификация
1-й — Этап 2 (КГ)
3-й Тур Пикардии — Генеральная классификация
3-й Натионале Слёйтингспрейс
5-й Дрёйвенкурс Оверейсе
6-й Париж — Рубе
7-й Тур Фландрии
8-й Гран-при Наций
Приз Лантерн руж на Тур де Франс
1994
3-й Париж — Бурж
5-й Брабантсе Пейл
8-й Гран-при Эдди Меркса
8-й Тур дю От-Вар
9-й Тур Фландрии
9-й Дрёйвенкурс Оверейсе
1995
1-й Брабантсе Пейл
2-й Омлоп Хет Ниувсблад
2-й Бенш — Шиме — Бенш
3-й Классика Альмерии
3-й Дрёйвенкурс Оверейсе
5-й Вуэльта Мурсии
7-й Гран-при Эдди Меркса
1996
2-й Брабантсе Пейл
2-й Дварс дор Фландерен
5-й Омлоп Хет Ниувсблад
9-й Трофео Лайгуэлья

## Статистика выступлений

### Гранд-туры
| Гранд-тур                 | 1989 | 1990 | 1991 | 1992 | 1993 | 1994 | 1995 |
| ------------------------- | ---- | ---- | ---- | ---- | ---- | ---- | ---- |
| Джиро д’Италия            | —    | —    | —    | —    | —    | —    | —    |
| Тур де Франс              | 110  | 101  | 103  | НФ   | 136  | НФ   | —    |
| (c 2010 ) Вуэльта Испании | —    | —    | —    | 116  | —    | —    | 102  |

| —  | Не участвовал  |
| НФ | Не финишировал |